# Los cuatro grandes de la poesía chilena
«Los cuatro grandes de la poesía chilena» es el nombre con el cual se conoce al grupo integrado por los  más importantes poetas chilenos del siglo XX: Gabriela Mistral, Pablo de Rokha, Vicente Huidobro y Pablo Neruda.
Curiosamente, estos cuatro poetas estuvieron relacionados entre sí a lo largo de sus vidas. Siendo ya conocida como poeta, Gabriela Mistral fue directora del Liceo de Niñas de Temuco. Estando en esa posición, un adolescente de la ciudad, interesado en conocer la opinión de esta emergente poeta, le llevó unos poemas que había escrito para que ella los criticara. Ese adolescente era Neftalí Reyes, quien, más tarde y con el seudónimo definitivo de Pablo Neruda, recibió el Premio Nacional de Literatura de Chile en 1945, el mismo año en que Gabriela Mistral obtuvo el Premio Nobel de Literatura, el primero de América Latina, galardón que también recibió Neruda 24 años después.
Por el contrario, la relación entre Huidobro, De Rokha y Neruda fue una de las luchas más duras y persistentes que jamás se hayan librado dentro de la intelectualidad chilena, todos de la misma generación y casi todos, en algún momento, adherentes al Partido Comunista —con excepción de Gabriela Mistral, quien jamás tuvo militancia política y siempre fue distante de los regímenes autoritarios—. La razón de esta vinculación partidaria, de Huidobro, De Rokha y Neruda estribó, fundamentalmente, en la necesidad de anteponerse al escenario que surgió antes de la Segunda Guerra Mundial, debido a la expansión totalitaria del nazi-fascismo en Europa.
Sin embargo, más que la política, fueron los roces y las sensibilidades personales los que impusieron su sello por encima de las coincidencias. En este contexto, De Rokha se transformó en uno de los enemigos acérrimos de Neruda, a quien consideró burgués y oportunista, en su accionar político y social, publicando varios opúsculos alegóricos en los que denostó a Neruda, como fue el caso, por ejemplo,  de Tercetos dantescos. Huidobro, en cambio, luego de afiliarse al Partido Comunista, mucho antes que Neruda, a su regreso a Chile, tomó distancia de la esfera política, en estos, sus años postreros, manteniendo una distancia con Neruda, a quien, con cierta sorna, calificó de poeta romántico. Neruda, por su parte, tampoco soslayó este clima de rivalidades y reaccionó ante las invectivas de sus colegas poetas, escribiendo un texto llamado Aquí estoy, publicado en París en 1938, donde denunció las animosidades y vilipendios en su contra.
Neruda es considerado por el crítico literario estadounidense Harold Bloom, uno de los veintiséis autores centrales del canon de la literatura occidental de todos los tiempos.

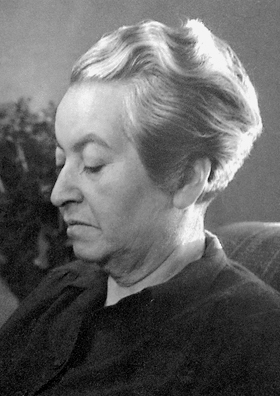
Gabriela Mistral
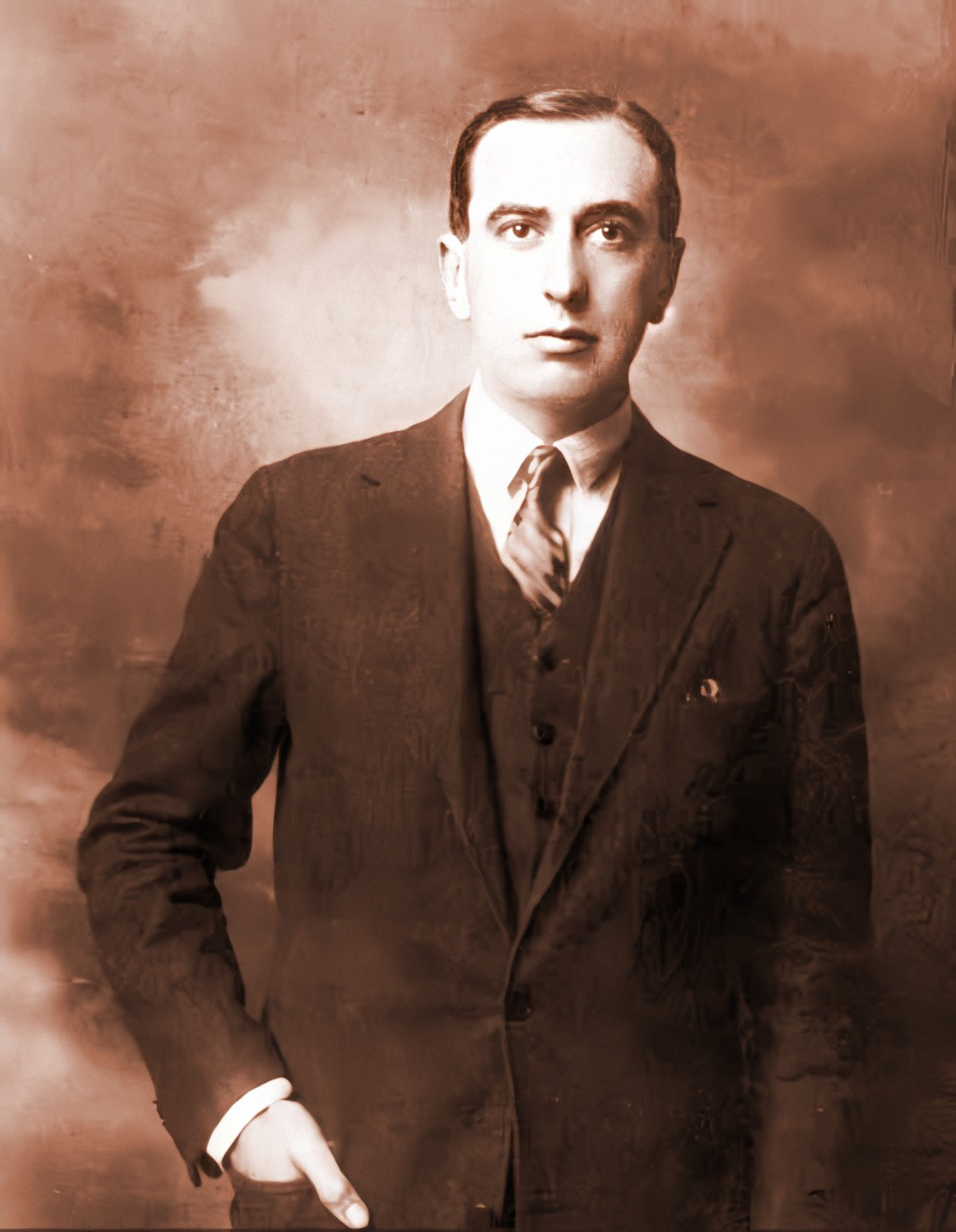
Vicente Huidobro
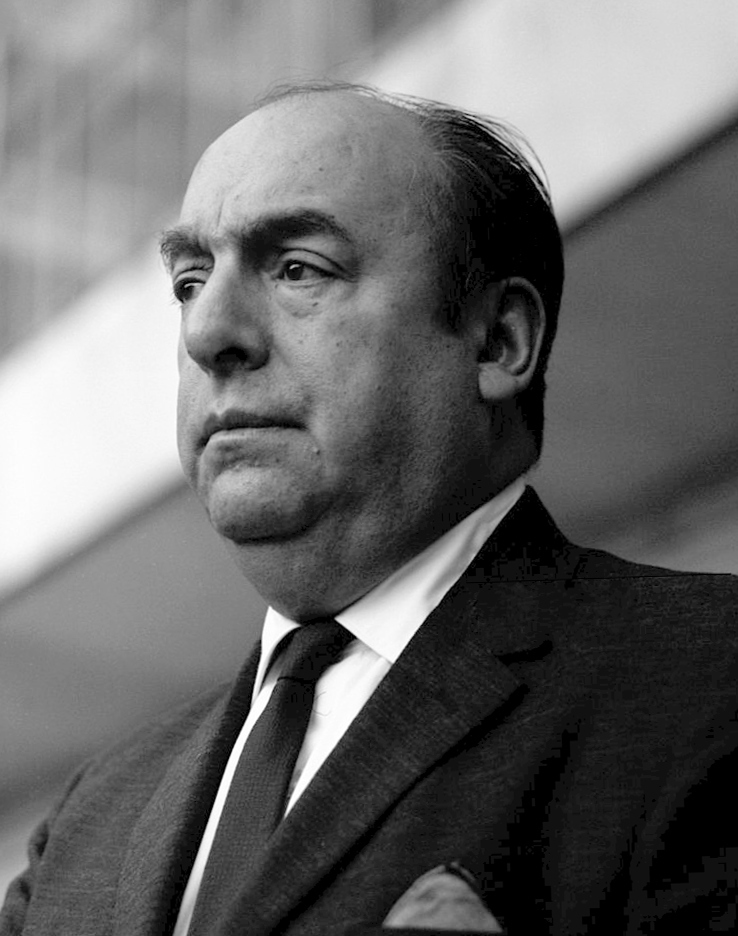
Pablo Neruda
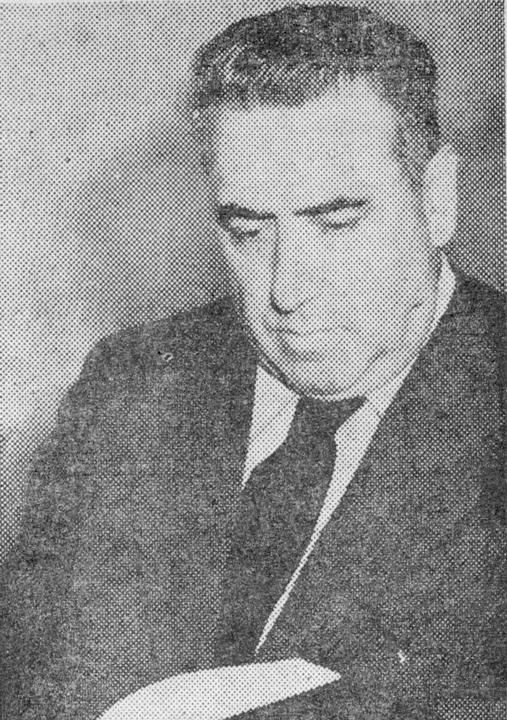
Pablo de Rokha